# Adolphe Dureau de la Malle
Hijo del erudito y traductor francés Jean-Baptiste Dureau de la Malle. Publicó una serie de trabajos sobre la economía y topografía de algunos pueblos clásicos en la época del Imperio Romano.
Como naturalista, publicó entre 1819 y 1826, un trabajo sobre los orígenes del cultivo de cereal De l' Origine et de la Patrie des Céréales.
Aquí presentamos los resultados de sus observaciones en los bosques claros. Fue el primero en utilizar la sucesión plazo (antes de la Steenstrups uso) acerca de un fenómeno ecológico y probablemente el primero en utilizar el término "comunidad" (ecología) (societé) para un conjunto de (planta) de individuos de especies diferentes (antes de Karl Möbius).

## Obra
- Poliorcétique des anciens (1819-1822) ;
- De l'Origine et de la patrie des Céréales (1819 et 1826) ;
- Des Progrès et de la décadence du Luxe chez les Romains ;
- De la Population de l'Italie ancienne (1825) ;
- De l'Agriculture, de l'Administration, des Poids et Mesures des Romains (1827-1828) ;
- Mémoire sur le développement des facultés intellectuelles des animaux sauvages et domestiqués. (Annales des Sciences Naturelles 1831;21:388-419) (1831) ;
- De la Topographie de Carthage (1835).

Escribió, en nombre de la Academia,La investigación sobre la historia de la Regencia de Argel y la colonización de África bajo la dominación romana( 1837 en adelante).